# カフェー (風俗営業)

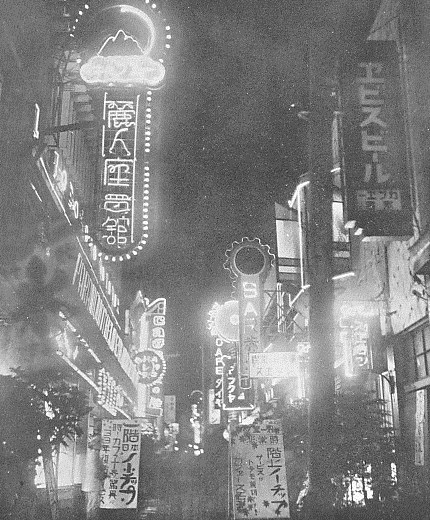
1930年代当時のカフェーが立ち並ぶ夜の新宿

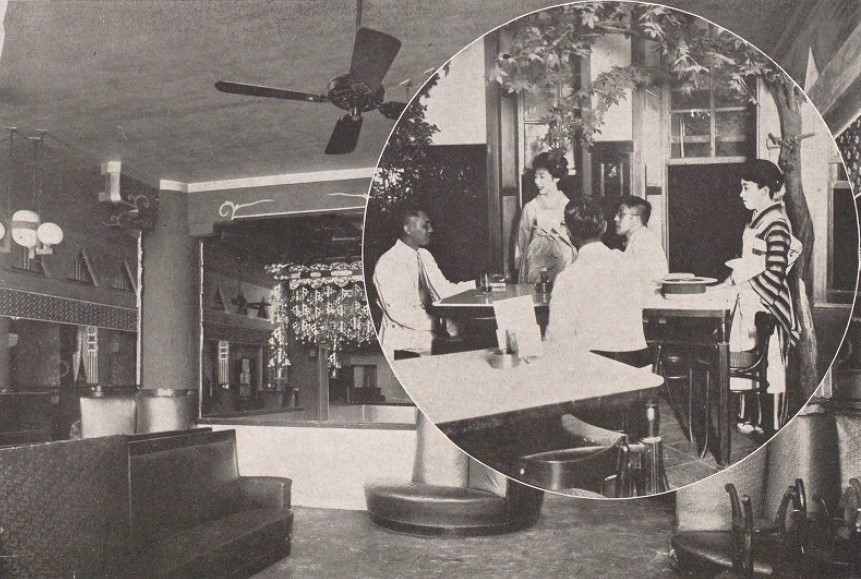
銀座のカフェー・タイガー（円内）とカフェ・クロネコ

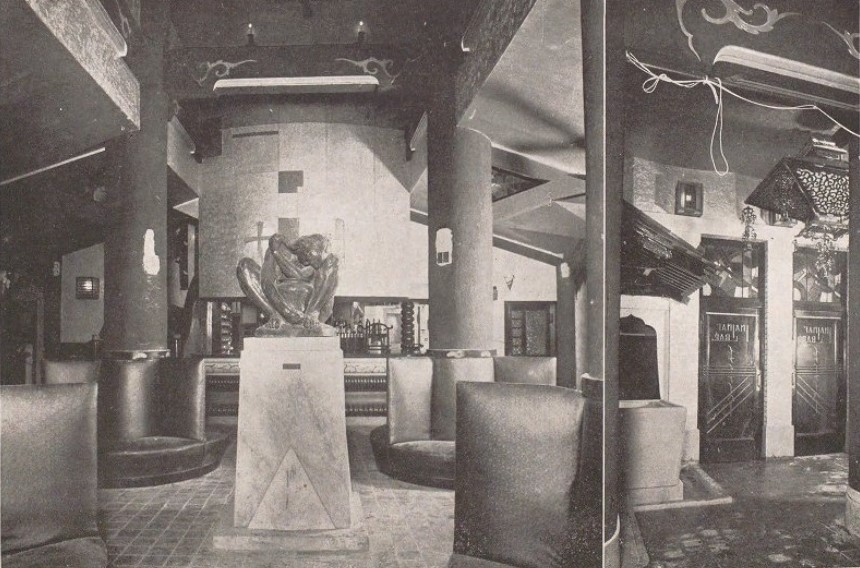
銀座のカフェ・クロネコ（昭和2年開業）の内部。右は同店１階のイナイナイバー。

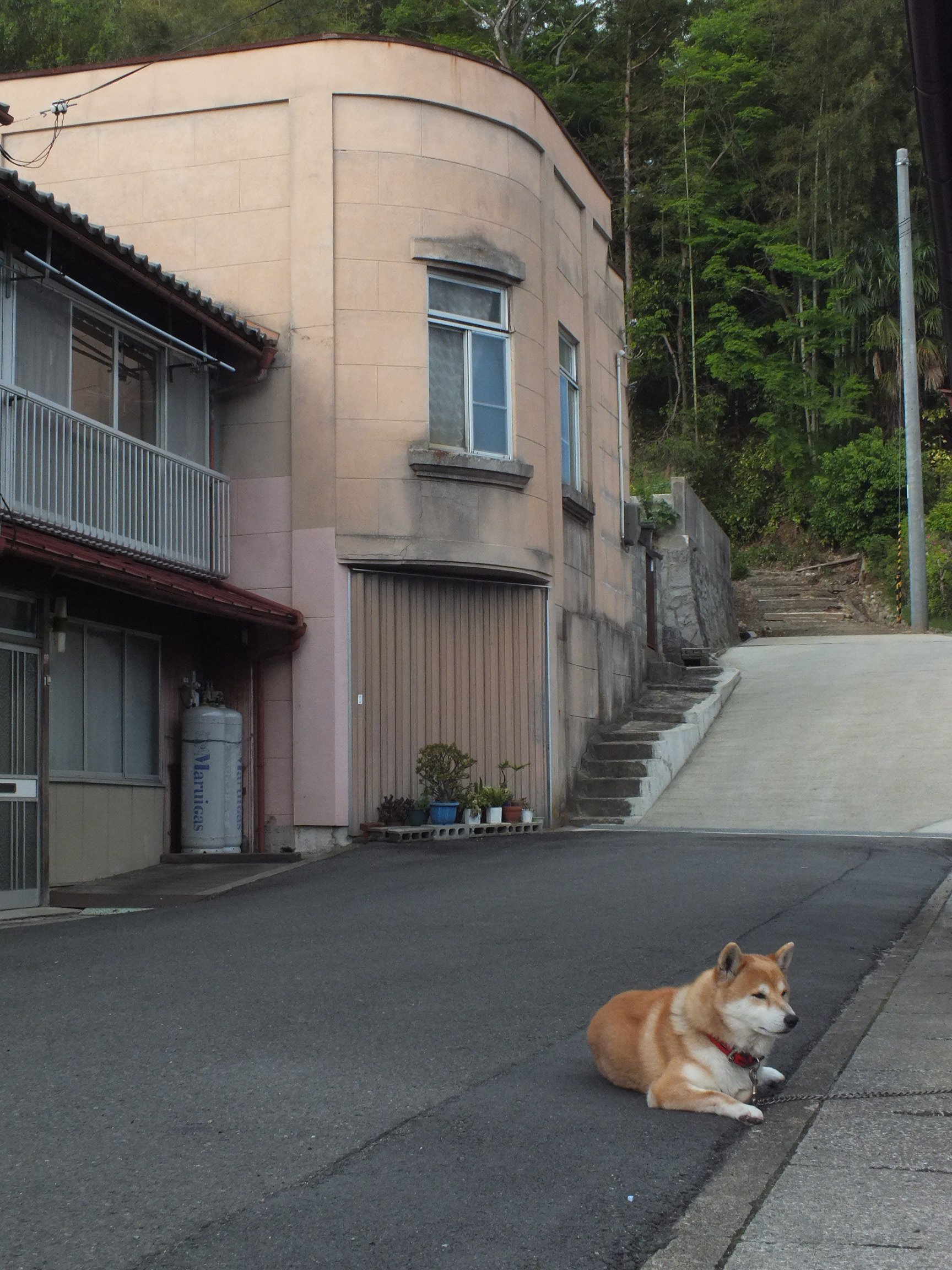
猪崎新地に残るカフェー様式の妓楼

カフェーは、日本で20世紀前半に流行した飲食店・風俗営業の一業態。古くは特殊喫茶、社交喫茶という言い方もあった。

## 概要

### カフェーの始まり
日本においてコーヒーを飲ませる店として最初に開業したのは鄭永慶（元外務省官吏）が開いた1888年の東京下谷区上野黒門町の「可否茶館（かつひーさかん）」とされるが、カフェーの名を冠した最初の店は、1911年（明治44年）3月、東京銀座京橋日吉町に開業したカフェー・プランタンとされる。経営者は洋画家平岡権八郎と松山省三で、命名は小山内薫による。これはパリのCafeをモデルに美術家や文学者の交際の場とすべく始まったものであるが、本場のCafeとは異なり女給を置いていた（パリのカフェの給仕はギャルソンと呼ばれる男性である）。カフェー・プランタンなどはインテリ向けのハイカラな店で一般大衆は入りにくかったと言われる。
カフェー・プランタンに続き、同年8月には美人女給を揃えたカフェー・ライオン、同じく11月にはカフェーパウリスタが開業し、大正末にはカフェーを冠する店が全国に普及した。プランタン、ライオンは「料理を出すバー」といった趣きで、パウリスタは女給を置かず、当初はコーヒーと菓子だけの店だった（のちに料理も出すようになった）。カフェーには女給目当ての客も少なくなかったが、あくまでもコーヒー、料理（洋食）、酒が主体の飲食店であり、後年のような風俗営業とは同列にできない。
1915年（大正5年）、女給の白エプロン姿が始まりし、以後、象徴的なコスチュームの一つとなった。

### 風俗営業としてのカフェー
カフェーがもっぱら女給のサービスを売り物にするようになったのは関東大震災後と見られる。震災の翌年（1924年）、銀座に開業したカフェー・タイガーは女給の化粧や着物が派手で、客に体をすり寄せて会話するといったサービスで人気を博した。取締り当局も「大震災を一転機として従来の営業方法に急激な変化があったように思われる。即ち昔の飲食本位のカフェーバー等は俄（にわか）に変じて遊興飲楽の場所となってきた」と見ていた。
昭和に入り、大阪の大型カフェ（ユニオン、赤玉など）が東京に進出してきたことにより「銀座は今や（…）大阪エロの洪水」という状態で、女給は単なる給仕（ウエイトレス）というより、現在で言えばバー・クラブのホステスの役割を果たすことになった。
大阪資本のカフェーの１つであるカフェー日輪は政治に熱心な東京の客を惹きつけるため、女給に濱口雄子、犬養つよ子、井上準子、武富時子、などという政治家を模した源氏名をつけて大きな話題を呼んだ。
ちなみに当時の女給は多くの場合、店からの給料は無く（食事代等を払わされていた）、もっぱら客が支払うチップが収入源だった。チップ制の弊害もあり、1933年頃からチケット制を採用する店も増えた。
昭和初期のエログロナンセンスの世相の中、夜の街を彩る存在としてカフェーは小説などの舞台にもなった。当時のカフェーを描いた小説として永井荷風「つゆのあとさき」、堀辰雄「不器用な天使」、窪川稲子「レストラン・洛陽」、広津和郎「女給」がある（広津の作品は菊池寛のカフェー通いを描いて評判になった）。また、谷崎潤一郎「痴人の愛」のナオミは、15歳で浅草のカフェーに出ていた女という設定である。林芙美子がカフェー勤めの経験を「放浪記」に書いたこともよく知られている。エッセイでは松崎天民「銀座」、安藤更生「銀座細見」などがカフェー風俗を活写している。
大正後期から昭和初期にかけては、カフェーをテーマにした歌謡曲が流行し「カフェー歌謡」と呼ばれた。
なお「純喫茶」という呼称があるが、これは酒類の提供や女給の接待を売りにするカフェー（特殊喫茶）に対して「純粋にコーヒーを売りにする喫茶店」という意味である。
1920年代後半から30年代前半にかけてのカフェーの流行は、従来の性風俗業界に大きな変容をもたらした。特にそれまで性風俗業界の主流を担っていた遊廓や花街に波及し、一部の遊廓が経営不振に陥った。日本最大の遊廓である吉原遊廓が私娼への転業を検討するほどであった。

### 取締りの強化
カフェーに対する最初の取締を行なったのは愛知県警察部であり、その要旨は過激なサービスで知られる大阪式カフェーへの警戒であった。特に白エプロンの着用を禁止した。その後、警視庁（東京）、大阪府警察部と相次いで取締が発された。
警視庁は次第に取締りを強化し、1929年7月にカフェーバー等取締要綱を決め、1933年1月には特殊飲食店営業取締規則（警視庁令）を制定した。特殊飲食店とは「洋風の設備を有し婦女が客席に侍し接待を為す飲食店又は料理店」のことで、主にカフェーやバーを指す（小料理屋などでも客席で接待にあたる業態には適用可）。今日の風俗営業法にいう1号営業と同様で、警察の管轄下に置き、営業場所や営業時間、店舗の構造設備などに制限を設けた。
1934年（昭和9年）10月、警視庁はカフェーへの未成年者、学生、生徒の出入を禁止する通牒を学校当局、府知事に発出。店に対して「学生さんは遠慮ください」との看板を出すように指導した。こうした規制は全国に波及し、1936年（昭和11年）5月、京都府はカフェー営業取締規則を改正し、学生、生徒、未成年者のカフェーの出入を禁止した。この時点で学生のカフェーへの出入り制限は全国15府県で実施されていた。
1938年（昭和13年）2月15日には、東京都下のカフェーなどで一斉手入れが行われ、約2000人の学生が検挙された。既に日中戦争が始まっていた時期であり、内相が学生の徴兵猶予の見直しに言及するなど客への締め付けも厳しくなった。
女給は客の求めに応じて店外で同伴するケースも見られた。1940年（昭和15年）12月、警視庁が日本相撲協会関係者らを招き、風紀上問題のある行為を指導した際には、相撲の升席の客に芸妓とならび女給を同伴させないことを求めている。
戦局が厳しくなった1944年2月に閣議決定された決戦非常措置要綱により「高級享楽」の停止が決まり、3月に歌舞伎座、宝塚劇場や高級料理店、風俗営業（カフェー、バー、待合、芸妓屋等）などが閉鎖された。

### 第二次世界大戦後
第二次世界大戦終戦後、いわゆる赤線・青線地帯や特殊飲食店街が発生し、かつての遊廓や新規参入業者などがカフェー（特殊飲食店）名目で営業を行うようになったため、それまでのカフェーの方はバー、クラブなどと称するようになった。
法律用語としての「カフェー」は今も残っており、風俗営業等の規制及び業務の適正化等に関する法律（風適法）第2条第1項第1号には「キヤバレー、待合、料理店、カフエーその他設備を設けて客の接待をして客に遊興又は飲食をさせる営業」という規定がある。

## 登場する映像作品
- 笑ゥせぇるすまん - 第63話『想い出酒場』で、蓄音機から音楽が流れ、ビール等の酒類のメニューが有り、女給が客の隣に座って接待を行うカフェ・アカネコ（CAFE AKANEKO）が登場する。また、店内の雰囲気について登場人物の喪黒福造が『大正ロマン』と言っている。登場する店名はカフェ・クロネコと似ている。